# Speling

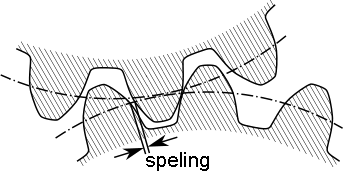
De speling in een tandwieloverbrenging

Speling is de ruimte die er tussen verschillende onderdelen van een samengesteld voorwerp bestaat.
Als onderdelen ten opzichte van elkaar moeten kunnen bewegen, is een bepaalde hoeveelheid speling noodzakelijk. Maar als er te veel speling ontstaat, kan de werking nadelig beïnvloed worden. Speling neemt vaak toe door slijtage. Bij de meeste apparaten waarbij speling een rol speelt, zijn er maatregelen getroffen om voor deze slijtage te compenseren.
Een voorbeeld van het begrip is de speling in een kogellager: De kogels moeten net voldoende ruimte hebben om vrij te kunnen rollen, maar als de speling te groot wordt, kunnen er in het lager ongewenste bewegingen ontstaan. Een ander voorbeeld is de afstand waarover een remhendel van een fiets moet worden ingeknepen voordat de rem daadwerkelijk in werking treedt.